# Orde de cavalleria
Els ordes de cavalleria apareixen al segle xiv amb la voluntat de recuperar la cavalleria i els seus ideals cavallerescos, presents en els antics ordes militars. La seva creació respon, sovint, a motius polítics i de prestigi dels poders que els atorguen.

## Origen
Malgrat la invenció d'ordes imaginaris antics, com l'Orde de la Santa Ampolla que Clodoveu I hauria fundat en 496, els ordes cavallerescos són un fenomen del final de l'edat mitjana. Volen succeir, en part, els ordes militars apareguts durant les croades i la Reconquesta en el vessant militar o cavalleresc, però deixant de banda l'aspecte religiós: els membres serien llecs i la pertinença a l'orde seria una recompensa per les seves accions en defensa de la fe o l'Estat. Prengueren com a referent llegendari el model dels cavallers de la Taula Rodona del cicle artúric.
La creació d'aquests ordes respon a una exigència política: el sobirà fidelitza els vassalls nobles, recompensant-los amb un privilegi exclusiu que, a més, crea un nou vincle de fidelitat, ja que el cavaller deu obediència al mestre de l'orde, que és el sobirà.
A parir dels segles XVII, els ordes de cavalleria seran substituïts pels ordes honorífics. Aquests introdueixen característiques diferencials: es jerarquitzen en diverses classes, poden recompensar persones alienes a la noblesa i tenen un àmbit d'especialització (per a militars, diplomàtics, civils, etc.).
Sovint, els ordes de cavalleria han acabat esdevenint purament honorífics, però mantenint una estructura o uns requeriments fidels als de l'època de creació.

## Ordes de cavalleria
| Data de fundació | Nom                                                             | Origen                                                                              |
| ---------------- | --------------------------------------------------------------- | ----------------------------------------------------------------------------------- |
| 1348             | Orde de la Lligacama o de la Garrotera                          | Regne d'Anglaterra                                                                  |
| 1351             | Orde de l'Estel                                                 | Regne de França                                                                     |
| 1362             | Orde Suprem de la Santíssima Anunciació                         | Savoia                                                                              |
| 1381             | Orde de l'Ermini                                                | Bretanya                                                                            |
| ca. 1403         | Orde de la Terrassa o de la Gerra                               | Corona d'Aragó (però segons la llegenda fundada al Regne de Pamplona-Nájera en 1043 |
| 1408             | Orde del Drac                                                   | Regne d'Hongria                                                                     |
| 1429             | Orde del Toisó d'Or                                             | Borgonya                                                                            |
| 1444             | Orde de Sant Humbert                                            | Ducat de Baviera                                                                    |
| 1469             | Orde de Sant Miquel                                             | Regne de França                                                                     |
| 1540             | Orde del Card                                                   | Regne d'Escòcia                                                                     |
| Segle XVI        | Orde Constantinià de Sant Jordi                                 | Ducat de Parma                                                                      |
| 1561             | Orde Militar de Sant Esteve                                     | Toscana                                                                             |
| 1573             | Orde de Sant Maurici i Sant Llàtzer                             | Savoia                                                                              |
| 1578             | Orde de l'Esperit Sant                                          | Regne de França                                                                     |
| 1608             | Orde Reunit de Sant Llàtzer i de Nostra Senyora del Mont Carmel | Regne de França                                                                     |
| 1693             | Orde de Sant Lluís                                              | Regne de França                                                                     |
| 1693             | Orde de l'Elefant                                               | Regne de Dinamarca                                                                  |
| 1698             | Orde de Sant Andreu                                             | Tsarat Rus                                                                          |
| 1701             | Orde de l'Àliga Negra                                           | Prússia                                                                             |
| 1705             | Orde de l'Àliga Blanca                                          | Regne de Polònia                                                                    |
| 1714             | Orde de Santa Caterina                                          | Tsarat Rus                                                                          |
| 1725             | Orde del Bany                                                   | Regne de la Gran Bretanya                                                           |
| 1728             | Orde Reial i Militar de Sant Jordi                              | Baviera                                                                             |
| 1736             | Orde de Sant Enric                                              | Saxònia                                                                             |
| 1740             | Orde del Mèrit                                                  | Prússia                                                                             |
| 1748             | Reial Orde de l'Espasa                                          | Regne de Suècia                                                                     |
| 1748             | Orde del Serafí                                                 | Regne de Suècia                                                                     |
| 1757             | Imperial Orde de Maria Teresa                                   | Arxiducat d'Àustria                                                                 |
| 1759             | Orde del Mèrit Militar                                          | Regne de França                                                                     |
| 1769             | Orde de Sant Jordi                                              | Imperi Rus                                                                          |
| 1771             | Orde de Carles III                                              | Regne d'Espanya                                                                     |
| 1792             | Orde de les Dames Nobles de Maria Lluïsa                        | Espanya                                                                             |
| 1802             | Orde de la Legió d'Honor                                        | França                                                                              |
| 1805             | Orde de la Corona de Ferro                                      | Milà                                                                                |
| 1808             | Orde Militar de Nostra Senyora de la Concepció de Vila-Viçosa   | Portugal i Brasil                                                                   |
| 1808             | Orde de la Torre i l'Espasa                                     | Portugal i Brasil                                                                   |
| 1811             | Sant Ferran                                                     | Espanya                                                                             |
| 1815             | Orde d'Isabel la Catòlica                                       | Espanya                                                                             |
| 1815             | Orde Militar de Savoia                                          | Itàlia                                                                              |
| 1816             | Orde Imperial de la Corona de Ferro                             | Àustria                                                                             |
| 1818             | Orde de Sant Miquel i Sant Jordi                                | Gran Bretanya                                                                       |
| 1832             | Orde de Leopold                                                 | Bèlgica                                                                             |
| 1847             | Reial Orde Noruec de Sant Olaf                                  | Noruega                                                                             |
| 1861             | Orde de l'Estrella de l'Índia                                   | Imperi Britànic                                                                     |
| 1868             | Orde de la Corona d'Itàlia                                      | Regne d'Itàlia                                                                      |
| 1902             | Orde del Mèrit                                                  | Regne Unit                                                                          |
| 1906             | Orde de Carol I o de Carles I                                   | Romania                                                                             |
| 1917             | Orde de l'Imperi Britànic                                       | Regne Unit                                                                          |